# Bulanka
Bulanka (biał. Булянка także Brodok biał. Бродак) – rzeka na Białorusi, lewostronny dopływ Grzywdy.
Długość rzeki wynosi 17 km, powierzchnia dorzecza - 92 km². Źródło na południe od wsi Borowiki. Uchodzi do Grzywdy, przy wsi o tej samej nazwie. Skanalizowana.